# Skoglund & Olson A.B.

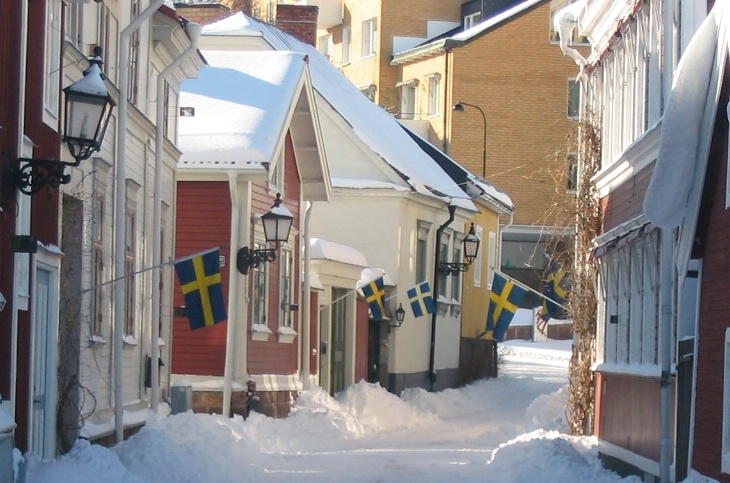
Gietijzeren gevellantaarns in het oude stadsdeel van Gävle.

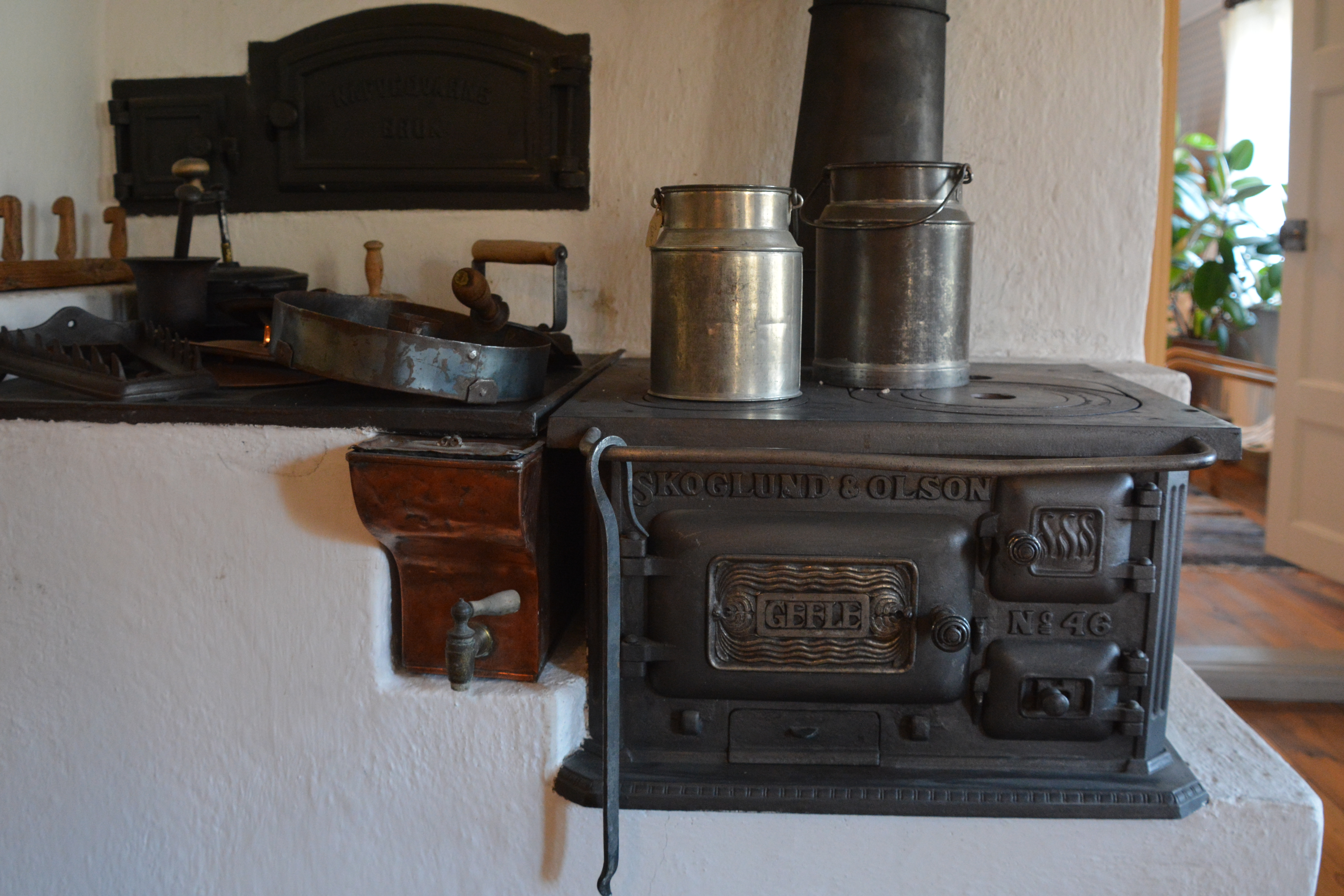
Fornuis van Skoglund & Olson.

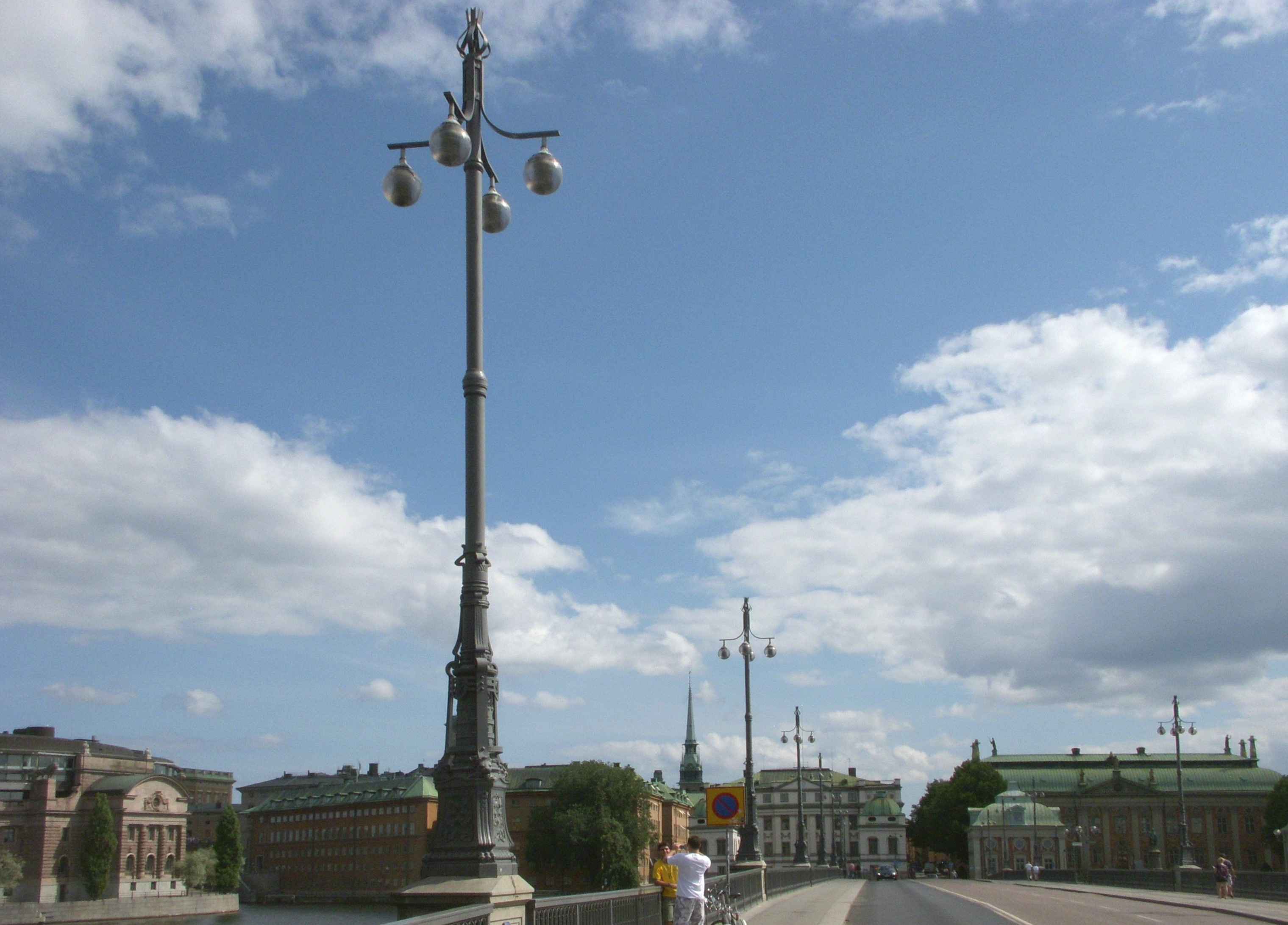
Gietijzeren lantaarnpalen op de Wasabrug in Stockholm.

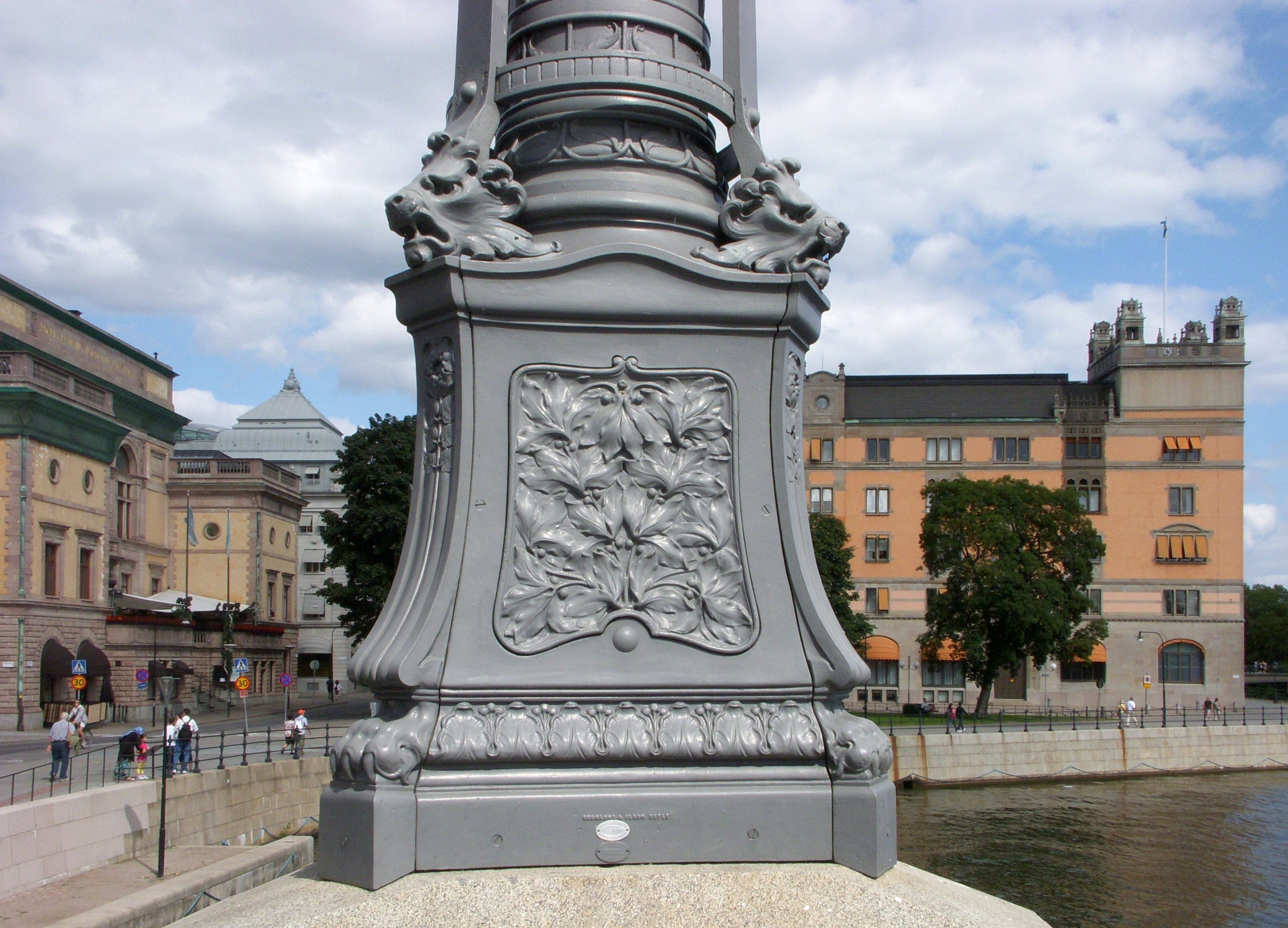
Detail van een gietijzeren voet van een lantaarnpaal op de Wasabrug in Stockholm, gegoten door ijzergieterij Skoglund & Olson.

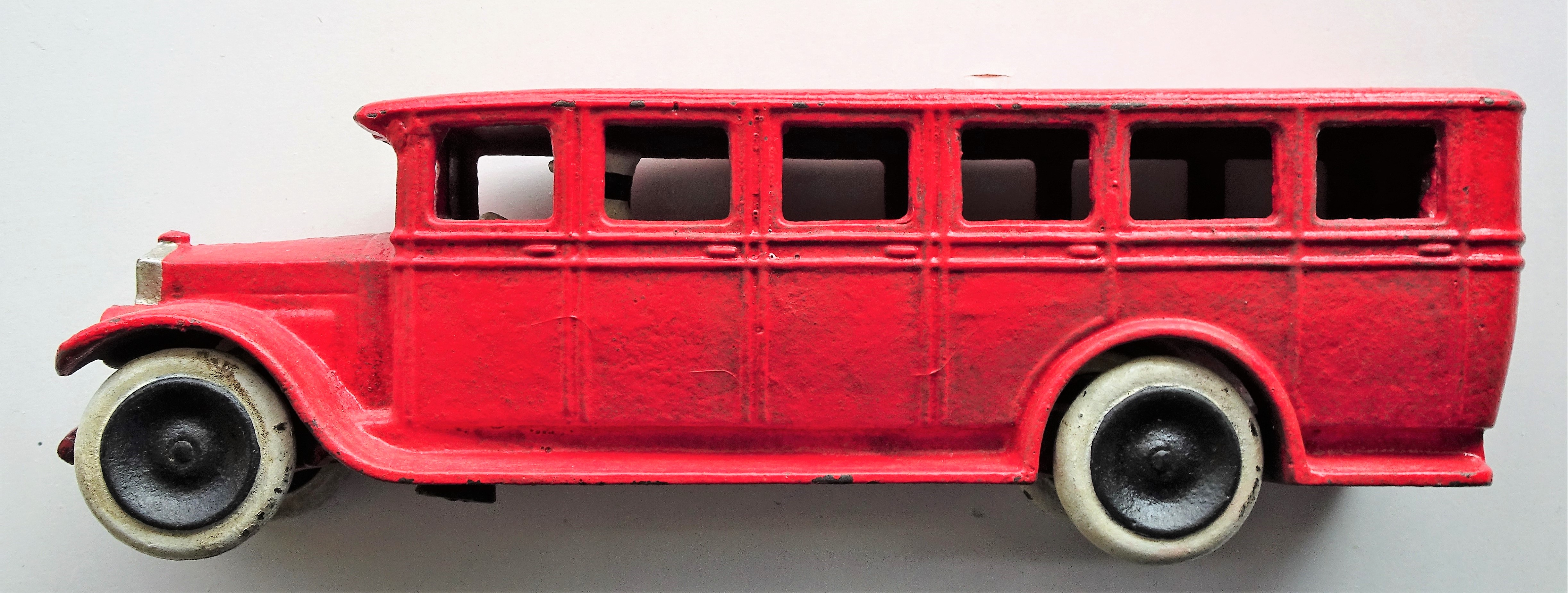
Skoglund & Olson speelgoedbus met chauffeur. Gietijzeren model van een Scania-Vabis, 1936, schaal 1:30. gewicht 1,7 kg.

Skoglund & Olson A.B. is een ijzergieterij gevestigd in het Zweedse Gävle, die bestond van 1874 tot 1970.

## Geschiedenis
Na de stadsbrand van 1869, die een groot deel van de uit hout opgetrokken bebouwing van de stad Gävle in de as legde, trokken voor het herstel van de stad vele ambachtslieden naar de stad. Dit trok ook nieuwe vestiging van industrie aan op het destijds nieuwe industriegebied Zuid-Skeppsborn, waarop door Erik Gustav Skoglund en Axel Olson aan de Tredje Tvälgatan 3 de ijzergieterij Skoglund & Olson werd opgericht. In 1874 startte de productie van braadpannen, fornuizen, strijkijzers, kachels, tuinmeubelen en lantaarnpalen. Omdat beide oprichters onervaren waren in het vak, zochten zij naar oplossingen en nieuwe producten. Dit leverde vaak meer kunsthandwerkstukken dan echte industriële producten op.
In 1889 kampte Skoglund met zijn gezondheid en trok zich terug in Gävle. Olson bleef en runde de onderneming met zeer veel succes. Hij vergrootte de productie in 1890 flink. In 1902 verkocht hij het bedrijf.
In 1914 werd het bedrijf een naamloze vennootschap (A.B. = Aktie Bolag) en had rond 1930 ongeveer 200 productiemedewerkers en 30 man administratief personeel in dienst.
De bedrijfsonderdelen van het bedrijf waren toen: gieterij, machinewerkplaats, plaatwerkerij en vernikkelwerkplaats. 
Kachels werden een succes in de verkoop voor Skoglund & Olson, die in jaren dertig van de twintigste eeuw bijna 200 werknemers in de fabriek aan het werk hadden. De oprichters waren toen al jaren weg uit het bedrijf.
Later werden ketels voor [centrale verwarming|cv-installaties], open haarden en pompen gegoten, en in een fabriek, die in 1953 werd opgericht aan de Stömsbrovägen, elektrische verwarmingselementen en verwarmingen vervaardigd. De laatste producten werden een belangrijk exportartikel onder de naam ABSO (=A.B. S en O). 
Skoglund & Olson werd in 1956 verkocht aan AB Ekstöms Maskineaffär (=AB Ektröms Engine Business). Dit bedrijf werd in 1966 overgenomen door de Huskvarna Groep (naaimachines, tuingereedschap, grasmaaiers). Skoglund & Olson's laatste gietproducten werden op 10 november 1967 vervaardigd en de gieterij werd in 1968 verkocht. De fabriek stopte met de algehele productie in 1970. 
Het fabriekscomplex bestaat nog steeds, maar is nu geschikt gemaakt voor kleinschalige bedrijven, zoals een drukkerij, en opgedeeld in woningen.

## Merknamen
De producten werden gemerkt met de naam "SETO" (=S et O) en later "A.B.Skoglund&OLSONGEFLE". Gefle is een verouderde benaming voor Gävle. 

## Arbeidsomstandigheden
De arbeidsomstandigheden waren naar huidige maatstaven, slecht. De binnenruimten waren rokerig en heet. De kantine bestond uit tafels en houten banken, die door roet vervuild waren. De EHBO bestond enkel uit een verbanddoos.

## Duurzame producten
De producten waren degelijk en duurzaam en nog steeds zijn vele daarvan in gebruik, maar ook gezocht door verzamelaars. Vooral speelgoedauto's zijn zeldzaam. In de jaren dat deze geproduceerd werden, 1927-1938, werden ze vanwege de crisis door weinigen gekocht. Alleen de rijken konden zich de aanschaf veroorloven voor hun kinderen. Alleen echt speelgoed voor kinderen zijn ze nauwelijks te noemen; een takelwagen weegt al 1,4 kg! 

Veel exemplaren bleven onbespeeld achter in de kast en bij inzamelacties direct na de Tweede Wereldoorlog voor de getroffen gebieden in Europa werd veel speelgoed onder Amerikanen ingezameld om aan de Europese kinderen te kunnen geven. Weinig van deze speelgoedmodellen zijn nu nog in Europa te vinden en daardoor onbekend. 

Enkele zijn ondergebracht in musea, zoals in Nordiska museet in Stockholm. 
In de stad Gävle zijn nog producten van S&O te vinden, zoals de straatlantaarns aan de huizen in het oude deel van de stad en in Stockholm de gietijzeren lantaarnpalen op de Wasabrug.